# NTDS (БИУС)
NTDS (полностью англ. Naval Tactical Data System) — боевая информационно-управляющая система (БИУС), разработанная для американских ВМС и распространенная на другие виды вооруженных сил, в том числе стран НАТО; также — связанный с нею стандарт отображения информации. Предшественник объединённых БИУС, таких как AEGIS и распределенных, как JTIDS. Разработана компанией UNIVAC, — подразделением корпорации Remington Rand (затем Sperry Rand).

## История

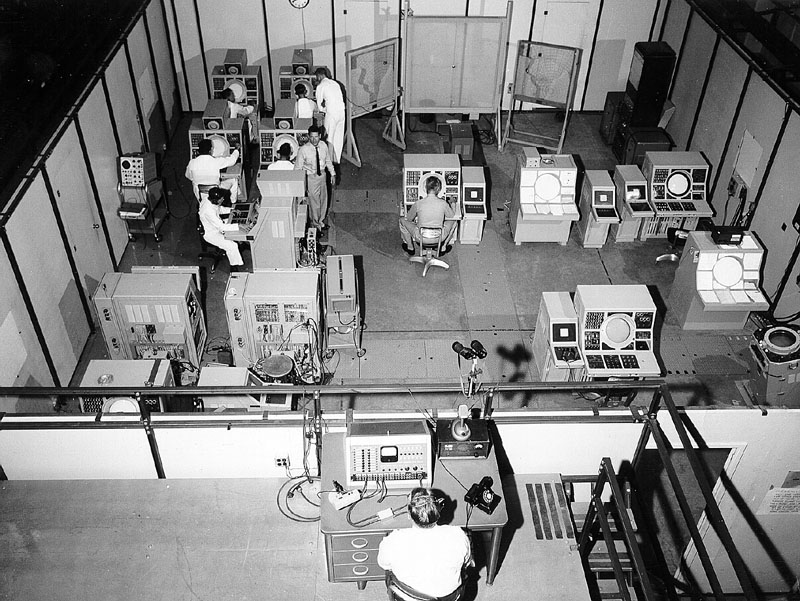
Тренировочный макет БИЦ NTDS (1960-е)

До компьютеризации боевой информационный центр (БИЦ) представлял собой помещение, где оперативная обстановка отображалась главным образом вручную. Основным средством связи был голосовой телефон, основным средством анализа и расчета - логарифмическая линейка, а отображения — карта или планшет и карандаш. Данные с уже тогда существовавшего радара также переносились вручную на планшет.
С появлением достаточно мощных и компактных для установки на корабль компьютеров появилась возможность автоматизировать многие функции, и тем исключить связанные с ручной работой ошибки оператора. Особенно это сказалось с уплотнением и ускорением потока боевой информации.
Разработка NTDS началась в 1950-е годы. Первоначально система предназначалась для установки в БИЦ надводного корабля. Первые образцы поступили на вооружение флота десятилетием позже. Главной функцией была поддержка ПВО. Система, однако, позволяла отображать место и элементы движения не только воздушных, но и надводных и подводных целей.
Ядром первых образцов NTDS были процессоры семейства UNIVAC корпорации Sperry Rand, конца 1950-х годов (на транзисторной базе). На флоте они получили типовое обозначение AN/USQ-20. Более ранний AN/USQ-17, разработанный Сеймуром Крэйем, перед тем, как он покинул Sperry-Rand и перешёл в компанию Control Data Corporation, в серию не пошёл.
Когда к NTDS позже подключили системы связи семейства Link 16, она получила возможность обмена информацией (от датчиков или выработанной самой NTDS) с другими подобными системами, а значит, и конечными потребителями информации. Первыми потребителями были штабы, вырабатывающие рекомендации и командиры принимающие решения. Со временем в их число вошли отдельные системы оружия. Такая схема легла в основу последующих БИУС, прежде всего AEGIS.
Модификации NTDS стали устанавливать на подводных лодках и самолетах ДРЛО (AWACS). К 1990-м годам комбинация NTDS/Link 16 поддерживала объединённый поиск, обнаружение, опознавание, классификацию, распределение и целеуказание для ПВО, ПКО и ПЛО, со связями к разведывательным и командным системам других типов.
Последующие БИУС, основанные на NTDS, развивались по пути повышения интеграции.

## Стандарт NTDS

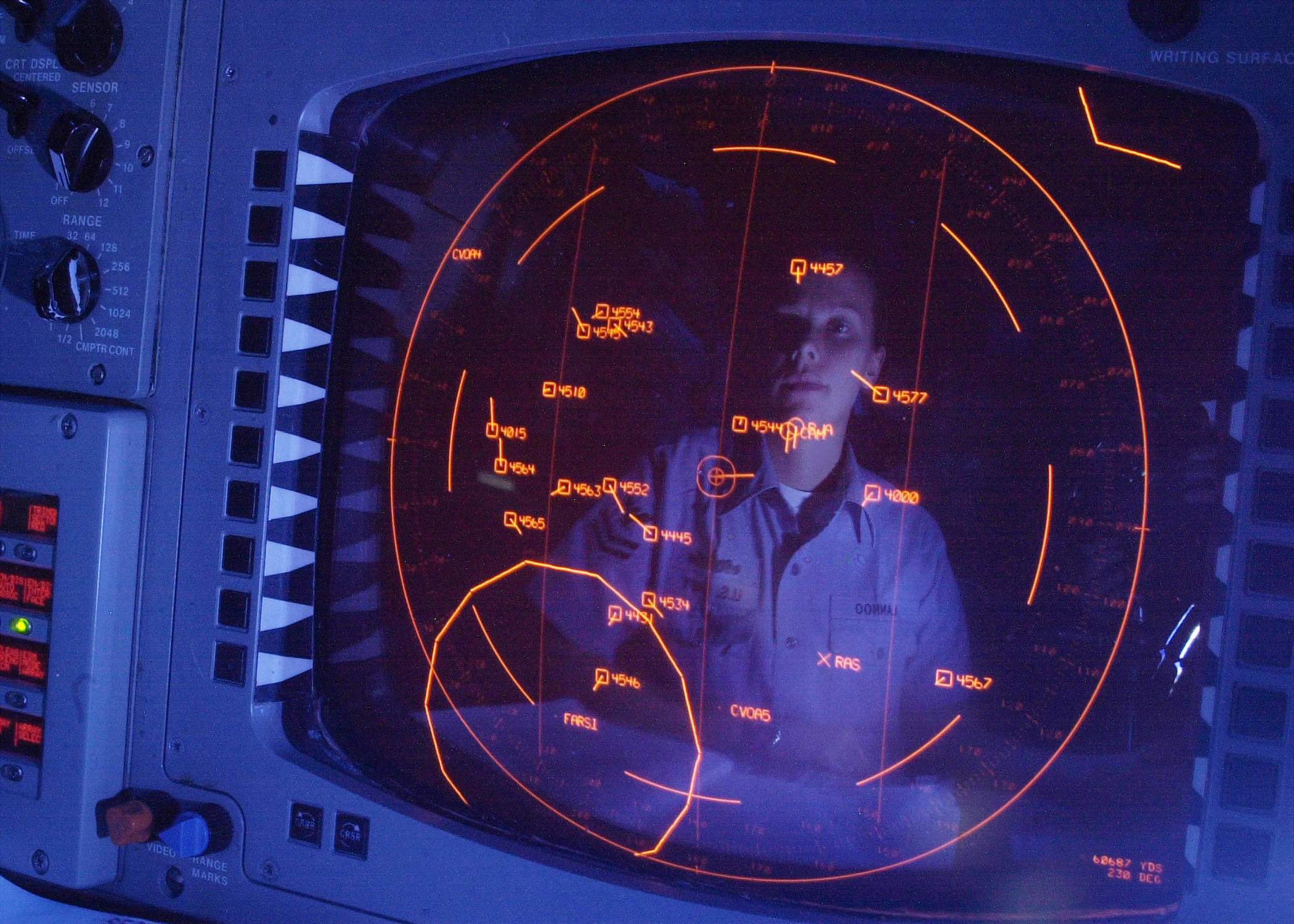
Консоль надводной обстановки в стандарте NTDS (монохромная)

Для отображения обстановки была разработана единая система тактических обозначений, принятая с тех пор как стандарт НАТО. В неё положены следующие принципы:
- Обстановка и среда (водная, воздушная, дно и суша) отображаются слоями, то есть сгруппированы по природе объектов или по интересам пользователя. Слои могут отображаться отдельно или накладываться в различных сочетаниях.
- Каждый тактический, то есть представляющий интерес для пользователя, объект (цель) получает уникальный идентификатор (англ. track) — четырёхзначный номер, сохраняемый за ним все время «жизни» в системе. Номера, как правило, присваиваются сериями: (0000-2999 свои силы, 3000-5999 неизвестные и нейтральные, 6000-9999 силы противника)
- Место цели обозначается точкой, вокруг которой изображается символ, указывающий тип, принадлежность и степень угрозы от цели. Если точное место неизвестно, его могут заменять секторы или зоны вероятного места; тогда символ помещается в них.
- Свои силы обозначаются синим цветом, союзные (то есть свои, но неподконтрольные) - оранжевым, силы противника - красным, нейтральные - зелёным, неизвестные - жёлтым. Дополнительно, подвижные объекты различаются фигурой символа (см. таблицу). Если цветовые обозначения недоступны, принадлежность определяется фигурой символа.
- Тип символа зависит от объекта, но не от его принадлежности. Так, замкнутые символы присваиваются надводным целям, разомкнутые снизу - воздушным, разомкнутые сверху - подводным. Неподвижные цели имеют особые символы.
- Курс и скорость подвижных целей могут отображаться отрезком прямой (англ. vector), исходящей из символа. Направление указывает курс, длина соответствует скорости.

| Объект                             | Свои силы | Противник | Неизвестные | Нейтральные |
| ---------------------------------- | --------- | --------- | ----------- | ----------- |
| Надводная цель                     |           |           |             |             |
| Воздушная цель (самолет)           |           |           |             |             |
| Воздушная цель (ракета)            |           |           |             |             |
| Воздушная цель (вертолет)          |           |           |             |             |
| Подводная цель (ПЛ)                |           |           |             |             |
| Подводная цель (торпеда)           |           |           |             |             |
| Надводная цель (человек за бортом) |           |           |             |             |
| Наземная цель                      |           |           |             |             |
| Авиабаза                           |           |           |             |             |
| ВМБ (Порт)                         |           |           |             |             |

Последующие модификации стандарта предлагают большее разнообразие символов (например, пунктиром — предположительно опознанные) или цветов (например фиолетовый — для предположительно нейтральных целей, серый - для незначащих: англ. no factor). Кроме того, существуют предложения по модификации всей системы обозначений для лучшей читаемости, которые, по замыслу, должны облегчить работу операторов. Однако повсеместного внедрения они не получили и в стандарт не возведены.